# شهرستان کوک (تنسی)
شهرستان کوک، تنسی (به انگلیسی: Cocke County, Tennessee) یک سکونتگاه مسکونی در ایالات متحده آمریکا است که در تنسی واقع شده‌است.

## خصوصیات
شهرستان کوک ۱٬۱۴۸ کیلومترمربع مساحت دارد.